# إيف بولارد
إيف بولارد (بالإنجليزية: Eve Pollard)‏‏ (25 ديسمبر 1945 في لندن - ) روائية، وصحفية من المملكة المتحدة.

## الجوائز
- نيشان الامبراطورية البريطانية من رتبة ضابط

## روابط خارجية
- إيف بولارد على موقع IMDb (الإنجليزية)
- إيف بولارد على موقع قاعدة بيانات الفيلم (الإنجليزية)